# Louise av Mecklenburg-Strelitz
Louise av Mecklenburg-Strelitz, Lovisa Augusta Vilhelmina Amalia (ty. Luise Auguste Wilhelmine Amalie, "Königin Luise"), född 10 mars 1776 i Hannover, död 19 juli 1810 på lustslottet Hohenzieritz vid Neustrelitz, var drottning av Preussen från 1797 till sin död, som gemål till kung Fredrik Vilhelm III av Preussen.
Hon framställdes i sin samtid som vacker och vän, med ett otvunget umgängessätt som gav henne en mer borgerlig snarare än aristokratisk framtoning. Hennes liv sammanföll med att Preussen ockuperades av franska trupper under Napoleonkrigen och kampen mot Napoleon. Då hon dog relativt ung, kom hon att av kommande generationer att avbildas som ung och vacker, och var redan under sin levnad föremål för en form av personkult. Hennes död förstärkte denna tendens, och som mor till Tyska rikets förste kejsare Vilhelm I blev hon under 1800-talet en symbol för Preussens revansch mot Napoleon, återhämtningen och uppgången under 1800-talet fram till kejsardömets utropande 1871.  Den nära kopplingen till den preussiska militarismen som denna symbolik medförde blev också anledningen till att personkulten avtog efter andra världskrigets slut.

## Biografi
Louise var dotter till hertig Karl II av Mecklenburg-Strelitz och Fredrika av Hessen-Darmstadt samt växte upp i Hannover och Darmstadt. 
Den 24 december 1793 förmäldes hon med dåvarande kronprins Fredrik Vilhelm av Preussen, från 1797 kung Fredrik Vilhelm III.
Den neutralitetspolitik, som kungen och hans rådgivare förde gentemot Frankrike, fick länge även hennes stöd, men vid brytningen 1805–1806 stod hon nära de preussiska patrioter, som krävde en hårdare linje mot Napoleon I. Av denne framställdes hon som anstiftare av kriget 1806 och smädades för sin svärmiska vänskap med kejsar Alexander I av Ryssland, som hon först träffat i Memel 1802. Efter slaget vid Friedland 1807 gjorde hon dock ett misslyckat försök att vid ett personligt sammanträffande med franske kejsaren i Tilsit utverka särskilt Magdeburgs återställande till Preussen.
Under de följande hårda åren stod hon trofast vid sin makes sida och visade stort intresse för den preussiska statens återupprättande; hon understödde till en början Heinrich Friedrich Karl vom und zum Stein, som dock efter hand förlorade hennes gunst, därefter Karl August von Hardenberg. Efter två års vistelse i Königsberg och ett besök i Sankt Petersburg januari 1809 återvände hon med Fredrik Vilhelm till Berlin i december samma år, men försvagad av sjukdom och de sista årens sorger, avled hon följande sommar i Hohenzieritz vid ett besök hos sin far.

## Minnesmärken
Det rum i Hohenzieritz slott där drottningen avled fick tidigt en minnesplats över henne. I Gransee uppfördes ett offentligt minnesmärke till minne av liktåget med drottningens kvarlevor, som här gjorde uppehåll på vägen mot Berlin. Efter begravningen 30 juli 1810 i Berliner Dom kom hon i november samma år att permanent gravsättas i ett nyuppfört mausoleum i slottsparken vid Charlottenburgs slott, ritat av Heinrich Gentz och Karl Friedrich Schinkel. Skulpturen på graven utfördes av Christian Daniel Rauch mellan 1811 och 1814, i samråd med kungen som kom med många synpunkter. Kung Fredrik Vilhelm III kom själv att begravas intill Louise, sin första maka, efter sin död 1840. Mausoleet kom under 1800-talet att utvecklas till en vallfartsort för personkulten kring drottningen.
1814 lät Fredrik Vilhelm III instifta den kungliga preussiska Louisenorden, den högsta orden för kvinnor i Preussen, där antalet bärare var begränsat till 100. Redan året dessförinnan, 1813, hade han postumt hedrat drottningen vid instiftandet av Järnkorset, med drottningens födelsedag som officiellt datum för grundandet.

## Familj
Louise fick följande barn i äktenskapet med Fredrik Vilhelm III av Preussen:
1. Dödfödd dotter 1794.
2. Fredrik Vilhelm IV, (född 1795, död 1861), kung av Preussen, gift 1823 med Elisabeth Ludovika av Bayern.
3. Vilhelm I, (född 1797, död 1888), kung av Preussen och tysk kejsare, gift 1829 med Augusta av Sachsen-Weimar.
4. Charlotte (född 1798, död 1860), rysk kejsarinna som Alexandra Feodorovna, gift 1817 med tsar Nikolaj I av Ryssland.
5. Friederike (född 1799, död 1800).
6. Karl (född 1801, död 1883), gift 1827 med Marie av Sachsen-Weimar, far till fältmarskalken Fredrik Karl av Preussen.
7. Alexandrine (född 1803, död 1892), gift 1822 med Paul Fredrik av Mecklenburg-Schwerin.
8. Ferdinand (född 1804, död 1806).
9. Luise (född 1808, död 1870), gift 1825 med prins Fredrik av Nederländerna.
10. Albrekt (född 1809, död 1872), gift 1830–1849 med Marianne av Nederländerna (slutade i skilsmässa) och från 1853 till sin död morganatiskt med friherrinnan Rosalie von Hohenau.

Hon är genom sina många barn och barnbarn anmoder till de nuvarande regerande linjerna av de norska, danska, svenska, spanska och brittiska kungahusen.